# Ахмосе I
Ахмосе I је био оснивач осамнаесте династије египатских фараона. Био је син фараона Таоа II Секенепре и брат последњег фараона Седамнаесте династије, краља Камоса. Отац му је убијен када му је било седам година, а имао је десет година када му је брат умро од непознатих узрока, после владавине од три године. Ахмосе I је формално преузео престо након смрти брата. Ахмосеова владавина је поставила темеље Новог краљевства, под којим је Египат доживео врхунац. Владавина му се обично датира на период 1550-1525. п. н. е.

## Војни походи
Већина египтолога верује да је Ахмосе свој коначни поход против Хикса започео око 11. године своје владавине. Догађаји који су довели до освајања земље Хикса су реконстуирани помоћу Ахмесовог папируса, на којем се налазе дневнички записи.
На основу њих се дошло до закључка да је Ахмосе приликом напада на Делту применио специфичну стратегију којом се избегао директан напад на Аварис. Египатске снаге су у Хелиополис ушле у јулу, да би се потом помакле у источни део Делте и заузеле град Тјару у октобру. Освајањем Тјаре, Ахмосе је прекинуо комуникације између Ханана и Авариса. То се објашњава тиме да је Аварис хтео освојити уз помоћ блокаде, те спречити доставу помоћи и људства Хикса од њихових сунардика у Ханану. Ахмосе I је три пута нападао Аварис, с тиме да је једном морао гушити побуну у Египту. Четврти пут му је успело да освоји град. Затим је Хиксе истерао тако што је три године опседао град Схарухен у Гази те га освојио у 16. години своје владавине.
Након што је поразио Хиксе, Ахмосе је наставио војне походе, овај пут на север у Сирију, и на југ у Нубију. Поход предузет у 22. години владавине је стигао до Дјахија у Леванту, а неки египтолози верују да је чак стигао до Еуфрата. Један од градова за које се зна да је дошао под удар Ахмосеове војске је Кедем (у близини Библоса). Ахмосе и његови наследници нису имали намере да освоји Ханан, него пре свега да униште градове Хикса и тако створити својеврсну „безбедносну зону“, односно спречити да се створи сила која би икада више могла угрожавати Египат.
Ахмосеова влада обележена је и устанцима. Након првог нубијског похода, локални велможа Аата се побунио против Ахмосеа, али је поражен. Следећу побуну је водио антитебански египатски велможа по имену Тетиана, али је и он поражен. Ахмосе је тако поново успоставио египатску власт над Нубијом и успоставио управно средиште у Бухену. Том приликом је Ахмосе даровима на своју страну привукао локалне кнезове.

## Уметност и грађевине
Након што је ујединио Горњи и Доњи Египат, Ахмосе је готово одмах започео са изградњом монументалних грађевина. Грађевине и уметничка дела из периода Ахмосеове владавине су користиле много финије материјале него у доба Другог прелазног периода. То се обично тумачи тиме да је повратак египатске власти над Делтом и Нубијом омогућио приступ новим сировинама као што су злато и сребро из Нубије, Лапис лазули из средње Азије и кедар из Библоса, а на Синају су отворени рудници. Ахмосе је такође отворио каменоломе у Тори. Египат је остварио и везе са Минојском цивилизацијом.
Уметнички стилови из владавине Ахмосеа I су слични краљевском тебанском стилу Средњег краљевства, а стеле из периода су истог квалитета. То неки тумаче настојањем да се Египат што је могуће више приближи изгледу од пре Хикса.
Постоје само три статуе Ахмосеа I. Шабти фигура, која је данас у Британском Музеју, вероватно из његове гробнице (која никад није била јасно одређена), и две статуе, једна се чува у Музеју Метрополитен у Њујорку, а друга у Картумском Музеју.